# Stenoma monosaris
Stenoma monosaris es una especie de polilla del género Stenoma, orden Lepidoptera.
Fue descrita científicamente por Meyrick en 1915.

## Distribución
Stenoma monosaris habita en el continente de América.